# Lil Uzi Vert
Lil Uzi Vert, właśc. Symere Woods (ur. 31 lipca 1995 w Filadelfii) – amerykański raper oraz autor tekstów. Uważany za jednego z pionierów tak zwanej „Soundcloud era”.

## Wczesne życie
Od wczesnych lat słuchał takich artystów jak Mike Jones, Marilyn Manson, czy Kanye West. Z czasem Woods zaczął słuchać twórczości Lil Wayne'a, Wiza Khalify czy Meeka Milla.
Symere pierwszy swój kontakt z rapem miał w 10 klasie, gdy jego kolega zyskał w szkole popularność za sprawą jego freestyle’u. To spowodowało że Woods wraz z paroma znajomymi założył grupę muzyczną „SteakTown”, wraz z którą nagrał swoją pierwszą piosenkę „SteakTown Anthem”. Grupa rozpadła się, gdy Symere miał 17 lat.

## Kariera

### 2013–2015: Początki kariery
Po rozpadzie „SteakTown” Uzi zaczął pracować nad solową muzyką. W styczniu 2014 wydał swoją pierwszą EP-kę, Purple Thoughtz EP, Vol. 1. Przyciągnął on nią uwagę dużych artystów ze środowiska rapu, m.in. kolektywu ASAP Mob. W sierpniu tego samego roku wydał on swój pierwszy mixtape The Real Uzi. Po wypuszczeniu projektu Uzi podpisał za pośrednictwem DJ Dramy i Don Canona kontrakt muzyczny z Atlantic Records. Po zakontraktowaniu, nawiązał kolaboracje z Rich The Kidem, Carnage i ASAP Fergiem przy utworze „WDYW”, dzięki któremu zyskał zainteresowanie większej publiki. W październiku 2015 wypuścił swój pierwszy komercyjny mixtape pt. „LUV is Rage”. Projekt uzyskał pozytywne opinie, tym samym otwierając raperowi możliwości na współprace z większymi artystami, jak i na uzyskanie większej publiki.  

### 2016–2017: Przełom
W lutym 2016 raper wydał singel, „Money Longer”, który zadebiutował na 92. miejscu na liście Billboard Hot 100. Później wzbił się na 54 pozycję. W kwietniu Lil Uzi wydał swój przełomowy mixtape, „LIl Uzi Vert vs. The World”, który zadebiutował  na 37 miejscu listy Billboard 200.
W czerwcu wziął udział w „Freshman Class 2016” magazynu XXL. Wraz z raperami: Kodak Black, 21 Savage, Lil Yachty i z Denzel Curry; nagrali oni kultowy „freshman cypher”, który uzyskał ponad 200 mln odtworzeń na platformie Youtube.
W lipcu 2016 wydał swój trzeci komercyjny mixtape „The Perfect Luv Tape”. Projekt zadebiutował na 55. miejscu listy Billboard 200. 
W listopadzie wydał swój kolaboracyjny projekt „1017 vs. The World” wraz z raperem Gucci Mane.
W październiku grupa Migos wydała singiel, „Bad and Boujee” promujący ich najnowszy album „Culture”. Do utworu swoją zwrotkę dograł Lil Uzi Vert. Utwór zadebiutował na 1. miejscu listy Billboard 100, co czyni go pierwszym singlem numer jeden na tej liście zarówno dla Migos, jak i dla Lil Uzi Verta.
W lutym 2017, Uzi wydał na platformie SoundCloud swoją drugą EP-kę „Luv is Rage 1.5”. Projekt był zapowiedzią jego pierwszego studyjnego albumu, „Luv is Rage 2”. EP-ka zawierała 4 utwory, w tym jego przyszły największy solowy hit, „XO Tour Lif3”.
„XO Tour Lif3” zyskał popularność na SoundCloud, stając się 3. najpopularniejszym utworem na owej platformie. Z powodu dużej popularności utwór został wypuszczony jako oficjalny singiel promujący jego najnowszy album. Utwór pokrył się 6-krotną platyną w Stanach Zjednoczonych. Po wielu przełożeniach w sierpniu 2017 Lil Uzi Vert wydaje debiutancki album „Luv is Rage 2”. Album zadebiutował na 1. miejscu na liście Billboard 200, sprzedając 135 tysięcy sztuk w pierwszym tygodniu.
We wrześniu 2017 zapowiedział kolaboracyjny album z raperem Playboi Cartim.

### 2018–2020
W styczniu 2018 zapowiedział wspólny album z producentem muzycznym, Wheezym. W lipcu za pośrednictwem platformy Twitter Lil Uzi zapowiedział swój drugi studyjny album, „Eternal Atake”.
We wrześniu 2018 zostaje wydany singel „New Patek”.
W kwietniu 2019 raper wydaje dwa single „Thats a Rack” i „Sanguine Paradise”.
W grudniu 2019 Lil Uzi wypuszcza kolejny singel „Futsal Shuffle”, który zadebiutował na 2. miejscu na liście Billboard 100. Dwa miesiące później opublikowany zostaje kolejny singel „That Way”.
W marcu 2020 raper wydał swój drugi studyjny album „Eternal Atake”. Album wraz z jego edycją deluxe był najlepiej sprzedającym się rapowym projektem w roku 2020. Z pięciu singli wydanych w latach 2018-2019 na albumie znalazły się tylko dwa najnowsze „Futsal Shuffle” i „That Way”. W tym samym roku wydał on kolaboracyjny album z Future, który nosi nazwę '„Pluto x BabyPluto'. Album był promowany singlami „Over Your Head” oraz „Patek”.  

### Od 2021: Pink Tape
Pod koniec 2020 roku Woods zaczął promować nowe single podczas transmisji na żywo na Instagramie, które były dźwiękowo podobne do popularnych wydawnictw z początku jego  kariery. 16 lipca 2021 roku ogłoszono tytuł nadchodzącego albumu artysty; Pink Tape. Następnie Woods ogłosił nadchodzący projekt zatytułowany Forever Young, a także kontynuację Luv Is Rage 2 oraz projekt, który zostanie wydany wyłącznie na SoundCloud. 29 października 2021 roku Lil Uzi Vert wydał singel „Demon High”.
12 lipca 2022 roku Woods ogłosił wydanie EP zatytułowanej Red & White, która miała zostać wydana przed Pink Tape. EPka została wydana dziesięć dni później. W październiku 2022 roku Uzi wydał singel „Just Wanna Rock”, który stał się bardzo popularny w aplikacji do udostępniania wideo TikTok. „Just Wanna Rock”, piosenka inspirowana gatunkiem muzycznym Jersey Club, wyprodukowana przez Synthetic i wschodzącego producenta Jersey Club McVertta, osiągnęła 10. miejsce na liście Billboard Hot 100, był to najwyżej notowany singel Uziego od czasu wydania Eternal Atake.
30 czerwca 2023 roku Woods wydał swój trzeci album studyjny Pink Tape, zawierający 26 piosenek, w tym 3 utwory bonusowe. Album zawiera gościnne występy Travisa Scotta, Nicki Minaj, Bring Me the Horizon, Dona Tolivera i Babymetal.

## Dyskografia

### Albumy studyjne
- Luv Is Rage 2 (2017)
- Eternal Atake (2020)
- Pink Tape (2023)[31]
- Eternal Atake 2 (2024)

### Albumy Deluxe
- Lil Uzi Vert vs. The World 2 (2020)

### Mixtape'y
- The Real Uzi (2014)
- Luv is Rage (2015)
- Lil Uzi Vert vs. The World (2016)
- The Perfect LUV Tape (2016)

### Albumy kolaboracyjne
- 1017 vs. The World (z Gucci Mane) (2016)[32]
- Pluto x Baby Pluto (z Future) (2020)[33]

### EP
- Purple Thoughtz EP. Vol. 1 (2014)[34]

- Luv is Rage 1,5 (2017)[35]
- Red & White (2022)[36]